# Ley Manilia

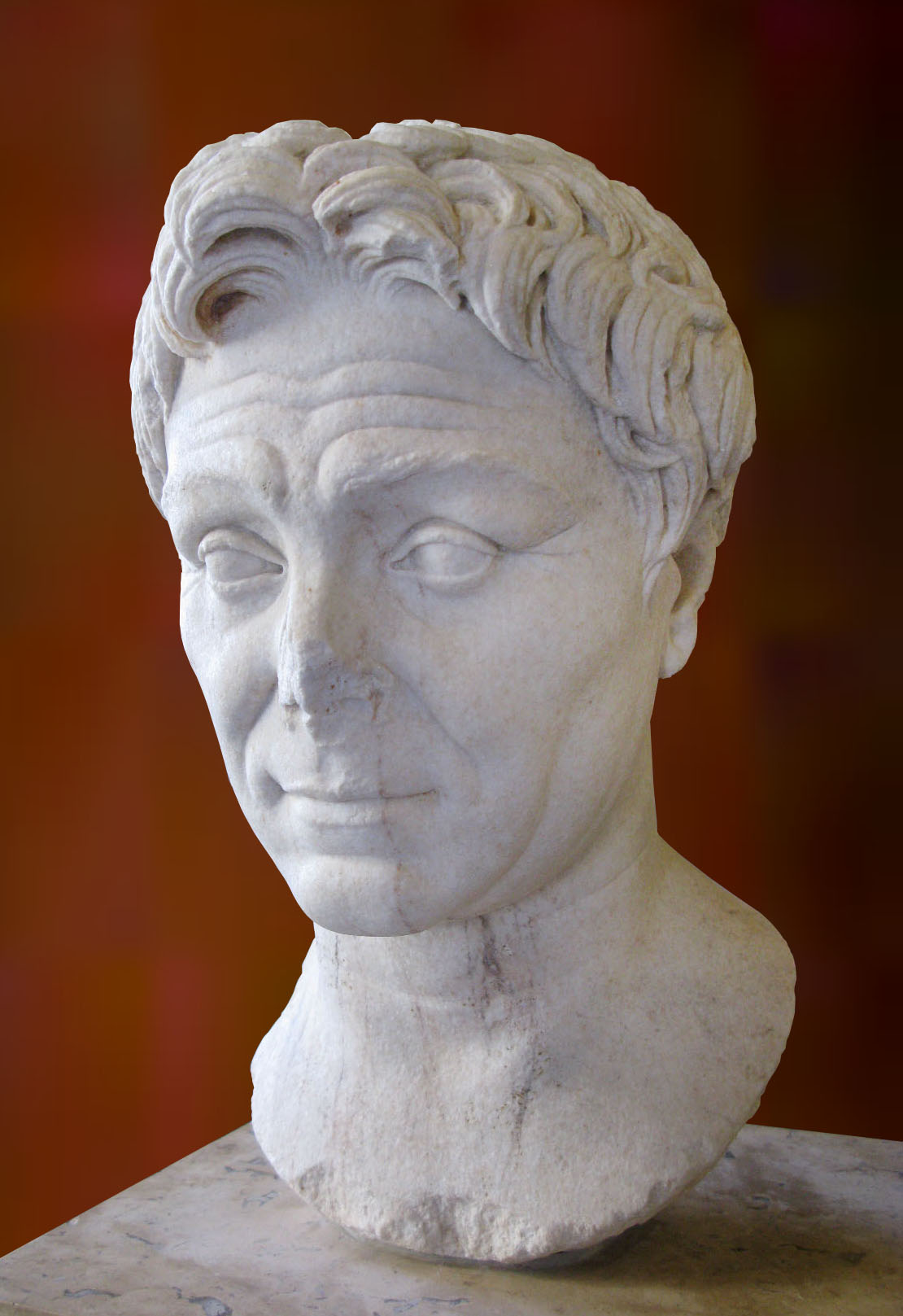
Retrato de Pompeyo el Grande del Louvre

Ley Manilia, en latín Lex Manilia, es una ley establecida por el tribuno Gayo Manilio en el año 66 a. C. en la que se concede a Cneo Pompeyo Magno el mando supremo sobre los ejércitos de las provincias de Asia, Bitinia y Cilicia, sin limitación alguna de tiempo.

## Contexto histórico
Roma estaba pasando por momentos complicados. En todo el Mediterráneo, la irrupción con fuerza de los piratas había perjudicado el ámbito comercial, los negocios y el transporte de mercancías, lo cual dificultaba e impedía actividades tan esenciales como la importación de trigo y el abastecimiento de los ejércitos. Además, la amenaza del reino del Ponto complicaba las relaciones con Oriente.
Esta ley se enmarca en el contexto de la tercera guerra mitridática, la cual se desencadena en Oriente por Mitrídates, rey del Ponto. Tiene lugar justo después de la Ley Gabinia, gracias a la cual Cneo Pompeyo Magno pudo acabar con la presión de los piratas, que se había extendido por mar y por tierra. Por otra parte, ante la crítica situación en Asia, en la Ley Gabinia se promulgaba la sustitución de Lucio Licinio Lúculo al frente del ejército por el cónsul Manio Acilio Glabrión. La incompetencia de este último provocó que el escenario empeorara y los intereses de Roma estuvieran aún más amenazados, pues se estancaban la comunicación y el intercambio con la provincia de Asia. Por ello, Gayo Manilio se vio obligado a promulgar la llamada Ley Manilia.
Por último, es destacable el discurso elaborado por Marco Tulio Cicerón En defensa de la Ley Manilia, denominado también Pro Lege Manilia, que ensalzaba y magnificaba la figura de Cneo Pompeyo Magno en estas contiendas.